# HD 136418 b
HD 136418 b — экзопланета, обращающаяся вокруг жёлтого карлика HD 136418 и находящаяся на расстоянии приблизительно 320 световых лет от Земли в созвездии Волопаса. Примечательно, что орбита планеты лежит внутри обитаемой зоны. Кроме того, температура звезды близка к температуре нашего Солнца.